# Distrito de Sitacocha
El distrito de Sitacocha es uno de los cuatro distritos de la provincia de Cajabamba, ubicada en el departamento de Cajamarca, bajo la administración del Gobierno Regional de Cajamarca en el Perú.

## Historia
El distrito fue creado mediante Decreto s/n del 11 de febrero de 1855.

## Capital
Su capital es la localidad de Lluchubamba, ubicada a una altitud de 3 218 m s. n. m.

## División administrativa

### Centros poblados
- URBANOS

1. Lluchubamba 1 883 hab.
2. Sitacocha 259 hab.

- RURALES'

1. Santa Ana 234 hab.
2. Tingo Grande 160 hab.
3. Santa Rosa 767 hab.
4. San Martín 165 hab.
5. Marcamachay 152 hab.
6. Pidan 156 hab.
7. Huacra 153 hab.
8. Huamborco 317 hab.
9. San Juan 245 hab.
10. Santa Rosa de Joco 232 hab.
11. Bellavista 232 hab.
12. Jocos 563 hab.
13. Cochapampa 230 hab.
14. Jalcahuasi 283 hab.
15. Pucarita 179 hab.
16. Chillin 180 hab.
17. Suro Chico 151 hab.

## Autoridades

### Municipales
- 2015 - 2018

- ALCALDE: Germán Valladares Guerra, del Movimiento de Afirmación Social (MAS)[2]
- REGIDORES : 
  - Juan Francisco Cardenas Tirado	 (Movimiento De Afirmación Social)
  - Santos Teófilo Sánchez Fernández (Movimiento De Afirmación Social)
  - María Carmela Linares Jara (Movimiento De Afirmación Social)
  - Dimas Alejandro Ruiz Layza (Movimiento De Afirmación Social)
  - Rosin Elías Campos Vásquez (Gloriabamba)
- 2011 - 2014
  - Alcalde: Eduardo Rober Salazar Vera, del Movimiento Gloriabamba.
  - Regidores: Rosin Elías Campos Vásquez (Gloriabamba), Eufemia Quispe García (Gloriabamba), José Geremías Urbina Meléndez (Gloriabamba), Ever Casimiro Urtecho Ruiz (Gloriabamba), Abner Alván Polo Calderón (Movimiento De Afirmación Social).
- 2007 - 2010
  - Alcalde: Germán Valladares Guerra.
  - Alcalde: Abel Bernado Casas, del Movimiento Frente Regional.
  - Regidores: Rosin Elías Campos Vásquez (Gloriabamba), Eufemia Quispe García (Gloriabamba), José Geremías Urbina Meléndez (Gloriabamba), Ever Casimiro Urtecho Ruiz (Gloriabamba), Abner Alván Polo Calderón (Movimiento De Afirmación Social).
- 2023 - 2026
  - Alcalde: Abel Bernardo Casas.

## Festividades
- Mayo
  - San Isidro Labrador
- Junio
  - 16: San Juan.
- Septiembre
  - 24: Virgen de la Merced.
- Diciembre
  - 8 Inmaculada Concepción.